# Agrilus hyperici
Agrilus hyperici es una especie de insecto del género Agrilus, familia Buprestidae, orden Coleoptera. Fue descrita científicamente por Creutzer, 1799.
Mide 3.5-6 mm. Nativo del Paleártico, ha sido introducido intencionalmente como control biológico en Norteamérica. Se alimenta de las raíces de Hypericum perforatum o hierba de San Juan, considerada una especie invasora en el Nuevo Mundo.